# Billingsfors IK
Billingsfors IK, bildad 26 maj 1906, är en fotbollsklubb i Billingsfors som spelade i fotbollsallsvenskan säsongen 1946/1947. Klubben har Lövåsvallen som hemmaplan. 
Billingsfors ligger sist i den allsvenska maratontabellen och är det enda lag som spelat i Allsvenskan utan att vinna en enda match.

## Historik

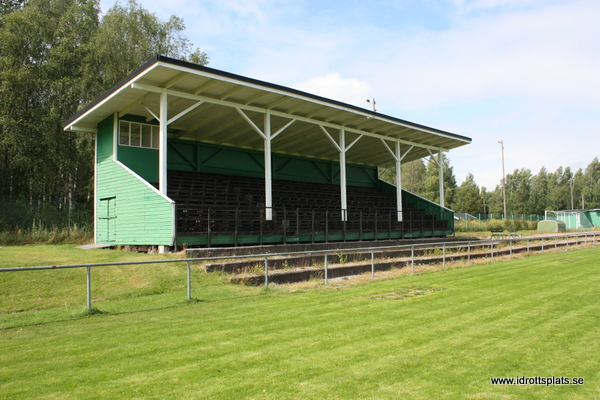
Hemmaarenan Lövåsvallen.

Den enda allsvenska säsongen 1946/1947 slutade med 19 förluster och tre oavgjorda matcher. De oavgjorda matcherna spelades mot Djurgårdens IF (1–1 borta, 1 september 1946), IF Elfsborg (2–2 hemma, 8 september) och Örebro SK (3–3 hemma, 26 maj 1947). Under säsongen hade man den största publiksiffran hemma den 29 september (1946), då IFK Norrköping tackade för uppmärksamheten med att besegra hemmalaget med fyra mål mot noll.
Den 30 maj 2006 spelade ett förstärkt Billingsfors IK (förstärkt med bland annat Marcus Johannesson från Djurgårdens IF) mot Gais i en jubileumsmatch då klubben fyllde 100 år 2006. Matchen blev en stor publikfest då nästan 850 betalande personer letade sig till Lövåsvallen. 
Den 19 april 2012 meddelades, tio dagar före seriestarten i Division 6 Dalsland, att laget drar sig ur seriespelet på grund av spelarbrist. Säsongen 2014 var laget tillbaka i seriespel i ett kombinationslag med Ärtemarks IF.  Efter säsongen 2020 där laget slutade på en sjätte plats i Division 6 Dalsland så meddelade Ärtemarks IF att de ville avbryta samarbetet för att satsa på lag i egen regi. 

## Nutid
Inför säsongen 2021 stod klubben helt utan lag men man återstartade då ungdomsverksamheten med träningar för barn i åldrarna 6-12 år vilket lockade många till Lövåsvallen. Säsongen 2022 anmälde klubben ett P10 i seriespel vilket var första gången klubben hade ett ungdomslag på över 10 år. Klubben kör från och med 2021 även fotbollsskola varje sommar.

## Säsong för säsong
I början av Billingsfors IK:s karriär deltog klubben i följande serier:
| Säsong  | Nivå   | Division    | Distrikt   | Position | Förändringar                         |
| ------- | ------ | ----------- | ---------- | -------- | ------------------------------------ |
| 1931-32 | Nivå 3 | Division 3  | Nordvästra | 1:a      | Uppflyttade                          |
| 1932-33 | Nivå 2 | Division 2  | Västra     | 3:a      |                                      |
| 1933-34 | Nivå 2 | Division 2  | Västra     | 6:a      |                                      |
| 1934-35 | Nivå 2 | Division 2  | Västra     | 3:a      |                                      |
| 1935-36 | Nivå 2 | Division 2  | Västra     | 1:a      | Uppflyttningskval                    |
| 1936-37 | Nivå 2 | Division 2  | Västra     | 4:a      |                                      |
| 1937-38 | Nivå 2 | Division 2  | Västra     | 4:a      |                                      |
| 1938-39 | Nivå 2 | Division 2  | Västra     | 5:a      |                                      |
| 1939-40 | Nivå 2 | Division 2  | Västra     | 8:a      |                                      |
| 1940-41 | Nivå 2 | Division 2  | Västra     | 8:a      |                                      |
| 1941-42 | Nivå 2 | Division 2  | Västra     | 5:a      |                                      |
| 1942-43 | Nivå 2 | Division 2  | Västra     | 4:a      |                                      |
| 1943-44 | Nivå 2 | Division 2  | Västra     | 1:a      | Uppflyttningskval                    |
| 1944-45 | Nivå 2 | Division 2  | Västra     | 7:a      |                                      |
| 1945-46 | Nivå 2 | Division 2  | Västra     | 1:a      | Vann uppflyttningskval - Uppflyttade |
| 1946-47 | Nivå 1 | Allsvenskan |            | 12:a     | Nerflyttade                          |
| 1947-48 | Nivå 2 | Division 2  | Sydvästra  | 8:a      |                                      |
| 1948-49 | Nivå 2 | Division 2  | Sydvästra  | 10:a     | Nerflyttade                          |
| 1949-50 | Nivå 3 | Division 3  | Västra     | 9:a      | Nerflyttade                          |

Under senare år har Billingsfors IK varit med i följande serier:
| Säsong | Nivå   | Division   | Distrikt | Position | Förändringar |
| ------ | ------ | ---------- | -------- | -------- | ------------ |
| 1999   | Nivå 6 | Division 5 | Dalsland | 9:a      |              |
| 2000   | Nivå 6 | Division 5 | Dalsland | 11:a     | Nerflyttade  |
| 2001   | Nivå 7 | Division 6 | Dalsland | 4:a      |              |
| 2002   | Nivå 7 | Division 6 | Dalsland | 9:a      |              |
| 2003   | Nivå 7 | Division 6 | Dalsland | 5:a      |              |
| 2004   | Nivå 7 | Division 6 | Dalsland | 1:a      | Uppflyttade  |
| 2005   | Nivå 6 | Division 5 | Dalsland | 11:a     |              |
| 2006*  | Nivå 7 | Division 5 | Dalsland | 10:a     |              |
| 2007   | Nivå 7 | Division 5 | Dalsland | 12:a     | Nerflyttade  |
| 2008   | Nivå 8 | Division 6 | Dalsland | 6:a      |              |
| 2009   | Nivå 8 | Division 6 | Dalsland | 9:a      |              |
| 2010   | Nivå 8 | Division 6 | Dalsland | 9:a      |              |
| 2011   | Nivå 8 | Division 6 | Dalsland |          |              |

- Omstrukturering av serierna år 2006 resulterade att en ny serie skapades på Nivå 3 och efterföljande divisioner tappar en nivå.

## Profiler

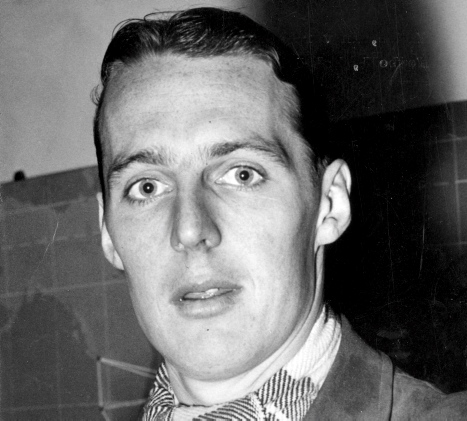
Ingvar Rydell, som spelade med Billingsfors det allsvenska året.

Största spelaren genom tiderna är Ingvar Rydell som spelade med laget i allsvenskan men sedan gick till Malmö FF. Där vann han den allsvenska skytteligan säsongen 1949–50 och tog plats i svenska landslaget.

## Källhänvisningar
1. ↑  Martin Alsiö (5 mars 2004). ”De allsvenska klubbarnas födelsedagar”. Bolletinen. http://www.bolletinen.se/sfs/allsvenskan/grundades.pdf. Läst 10 oktober 2011.
2. ↑  Lindahln, Jimmy: "Bröderna Karlsson bakom lyftet till toppen". bolletinen.se (från SFS-Bolletinen 2002:4). Läst 11 mars 2015.
3. ↑  ”Allsvenska jättejumbon lägger ner”. SVT Sport. 19 april 2012. Arkiverad från originalet den 15 juli 2012. https://archive.is/20120715100411/http://www.svt.se/2.21830/1.2779516/allsvenska_jattejumbon_lagger_ner&from=rss. Läst 19 april 2012.